# Алеутски район
Алеутски район (на алеутски: район Унангам) е административно-териториална единица и общински район в състава на Камчатския край на Русия. Административен център и единствено населено място в района е село Николское. Населението е 683 души (2016 г.). Това е най-малобройният общински район на Русия.
Влиза в състава на Далекоизточния икономически район.

## География
Районът заема територията на Командорските острови, с обща площ от 1580 km2. Заема югозападния край на Алеутската дъга. Код по ОКАТО – 30201000000.

## История
С постановление на ВЦИК от 10 януари 1932 г. от островния Алеутски туземен район е създаден Алеутският национален район с административен център в селището Николское на остров Беринг в състава на Далекоизточния край. Просъществува в състава на Камчатска област, след това – в Камчатска област на СССР и на Руската федерация, а след преименуването на областта в край е част от Камчатския край.

## Други
Районът има едно общинско бюджетно образователно учреждение – „Николско средно общообразователно училище“ (МБОУ „Никольская СОШ“). За района е разработена програмата „Развитие на икономиката на Алеутския общински район за 2014 – 2018 г.“като за привлекателни за инвестиции идеи са определени построяването на туристически приют в залива Старая Гаван, постояването на туристически комплекс на мястото на общежитието в село Николское, създаването на национално тематично село в Николское и др.
В селището има „Алеутски краеведски музей“, създаден в средата на 1960-те г. с експозиция за експедицията на Витус Беринг и материали по заселването на островите. Траспортът до Алеуския район се осъществява чрез летището „Николское“ – регионално летище, разположено на 4 km югоизточно от село Никольское. То осигурява редовна авиовръзка с Петропавловск Камчатски и Уст Камчатск.
Идеята за символиката на герба на района е от 2012 г. на губернатора Николай Извеков. Утвърден е с решение на Думата на Алеутския общински район (#162) от 1 декември 2008 г. Цветовете и фигурата на герба разкриват националните, етнографските и икономическите особености на Алеутския район. 

## Население
Демографско развитие:
| 1959 | 392  |
| 1970 | 1060 |
| 1979 | 1240 |
| 1989 | 1358 |
| 2002 | 808  |
| 2009 | 613  |
| 2016 | 683  |

## Административно-териториално устройство
В състава на района влиза едно административно образувание – Николския селищен район и едно населено място – село Николское.